# Péguilhan
Péguilhan is een gemeente en dorp (Frans: commune) in het Franse departement Haute-Garonne (regio Occitanie). Het telt 238 inwoners (2008). De plaats maakt deel uit van het kanton Boulogne-sur-Gesse in het arrondissement Saint-Gaudens. De inwoners worden Péguilhanais(es) genoemd.

## Geschiedenis
In het dorp zijn sporen gevonden van Romeinse bouwwerken. De monniken van de Abdij van Nizors, in de buurt van Boulogne-sur-Gesse, hadden in de elfde eeuw boerderijen rond Péguilhan. Tijdens de middeleeuwen was Péguilhan het centrum van een belangrijke baronie, later graafschap. Nadat de kerk tijdens de Franse Revolutie verwoest was werd hij in 1860 herbouwd. Voor de revolutie behoorde het dorp Saint-Ferréol-de-Comminges tot de gemeente Péguilhan. Tegenwoordig laten nog veel inwoners van Péguilhan zich in Saint-Ferreol begraven. Péguilhan had een steengroeve waaruit gele zandsteen kwam. Deze is gebruikt om veel gebouwen in het dorp en de omgeving te bouwen. Er was tot na 1960 een steenfabriek waar rode stenen werden gebakken in het dorp.

### Persoonlijkheden
In de twaalfde eeuw zou de troubadour Aimeric de Péguilhan in Péguilhan gewoond hebben. Op het kasteel woonde de familie Comminges Péguilhan. Zij waren in de middeleeuwen de eerste baronnen en graven van Péguilhan. Deze familie meent net als vier andere families aanspraak te kunnen maken op de Franse troon. Zij namen deel aan de kruistochten en stammen uit de negende eeuw.

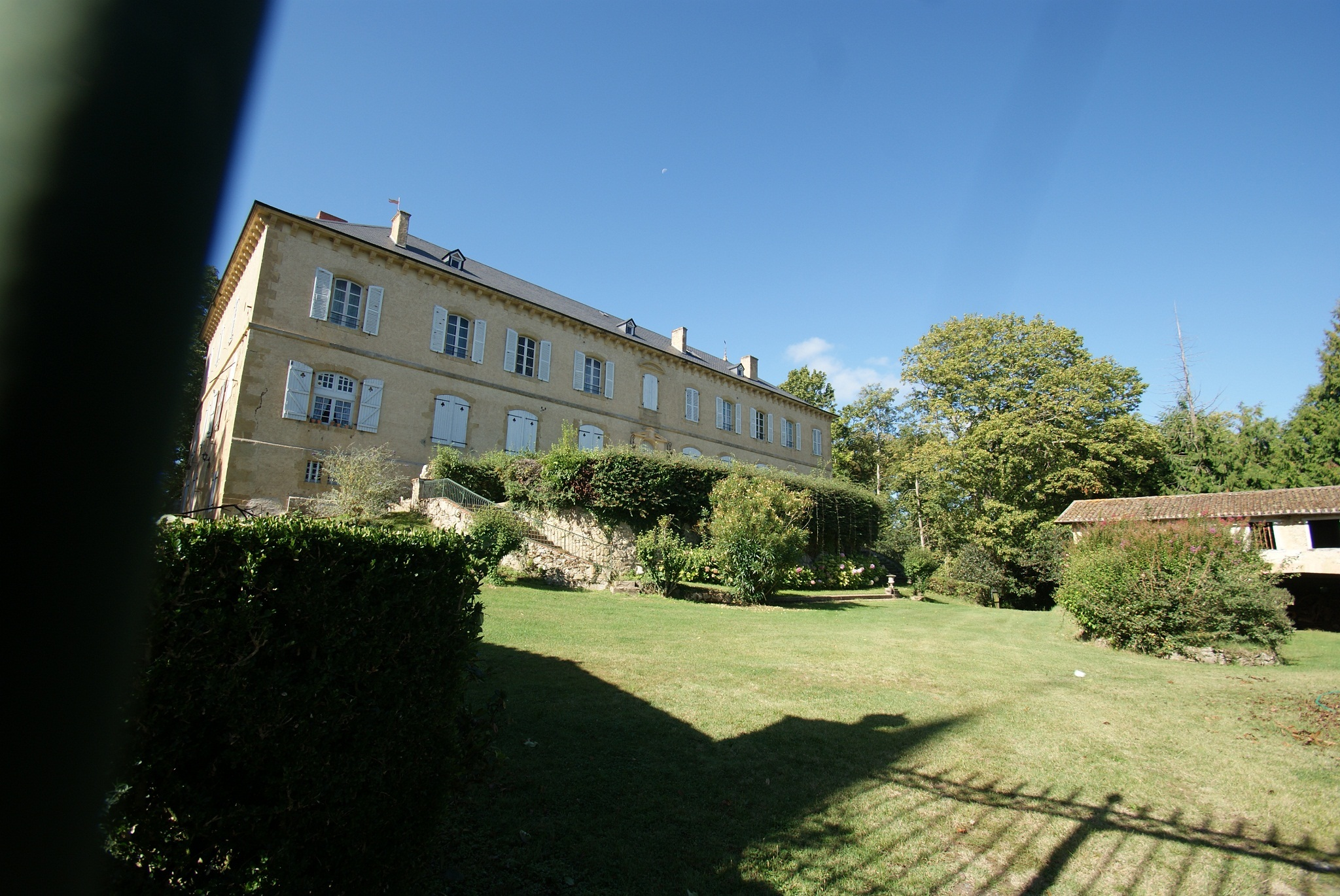
Het kasteel, Château de Villeneuve

Het achttiende-eeuwse Château de Villeneuve was de residentie van de familie Haget en later die van de familie de Villeneuve. Drie de Villeneuves werden burgemeester van Péguilhan. François de Villeneuve was ook prefect van verschillende Franse departementen. 

## Het huidige dorp

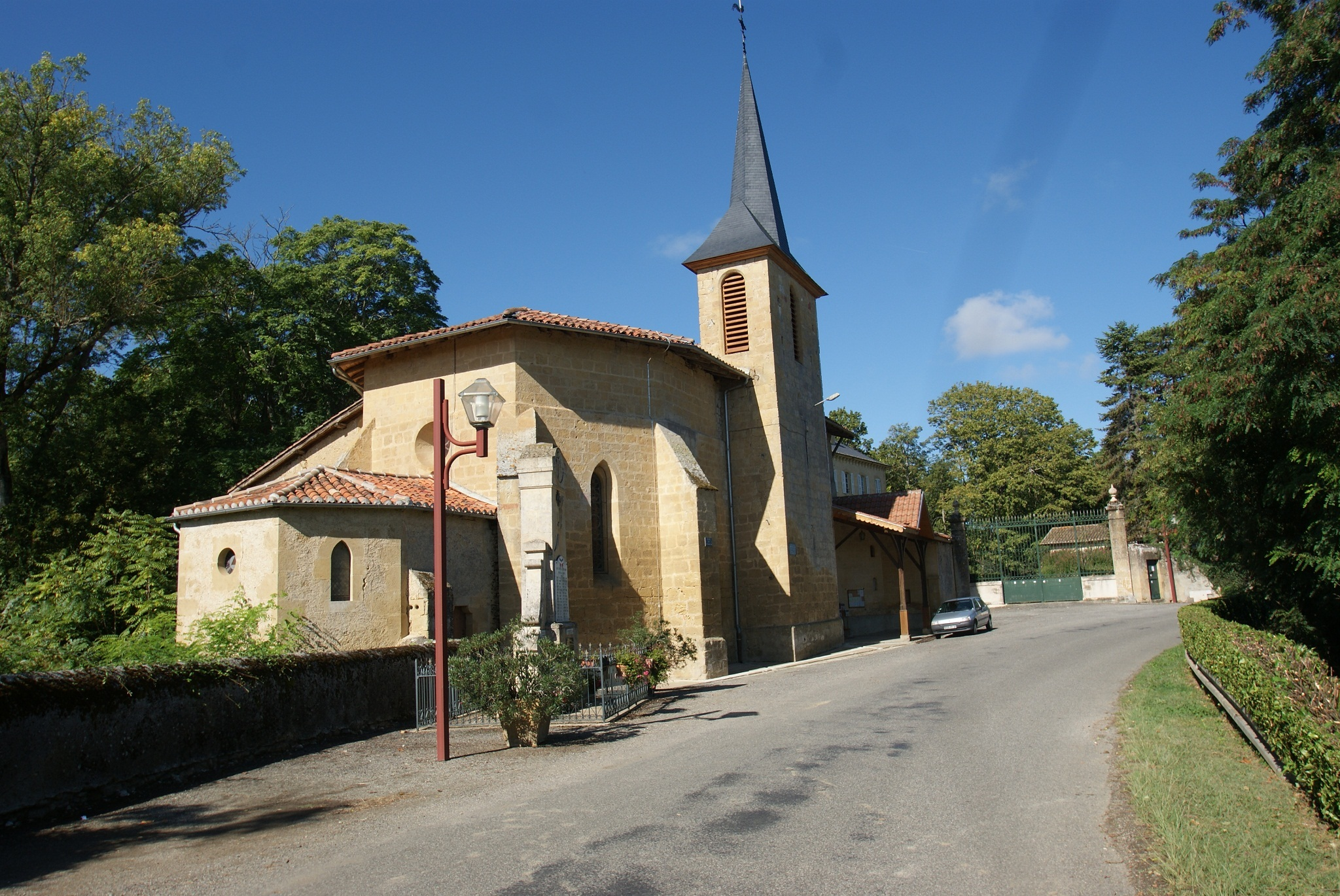
De kerk

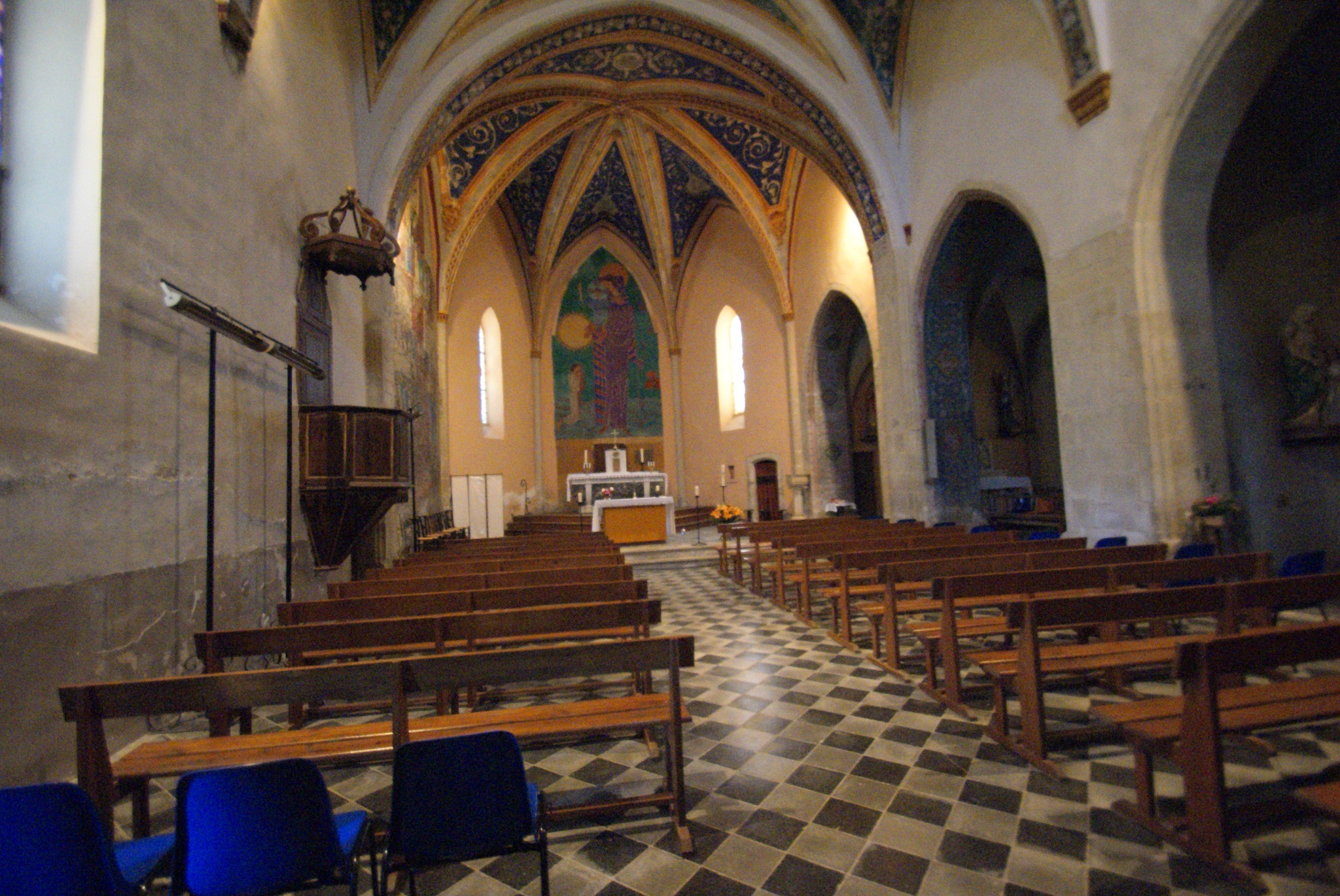
Interieur van de kerk

In het dorp is het achttiende-eeuwse Château de Villeneuve. De kerk is ten oosten van het kasteel gebouwd. De schilderingen in de kerk zijn vermoedelijk onder toezicht ven de gebroeders Pedoya gemaakt. Er is een piëta uit de vijftiende eeuw en een bijzondere doopvont in de kerk. Op de begraafplaats is de grafkapel van de familie de Villeneuve. Naast de kerk is een monument voor de gevallenen. Het oudste huis in het dorp is uit 1809. Ten zuiden van het dorp aan de D55 is een kapel uit 1718. Deze is in particulier bezit. In de kapel is een houten piëta. Opmerkelijk is een huis met zes beelden van Maria en engelen in de tuin.

### Chapelle Sainte-Germaine

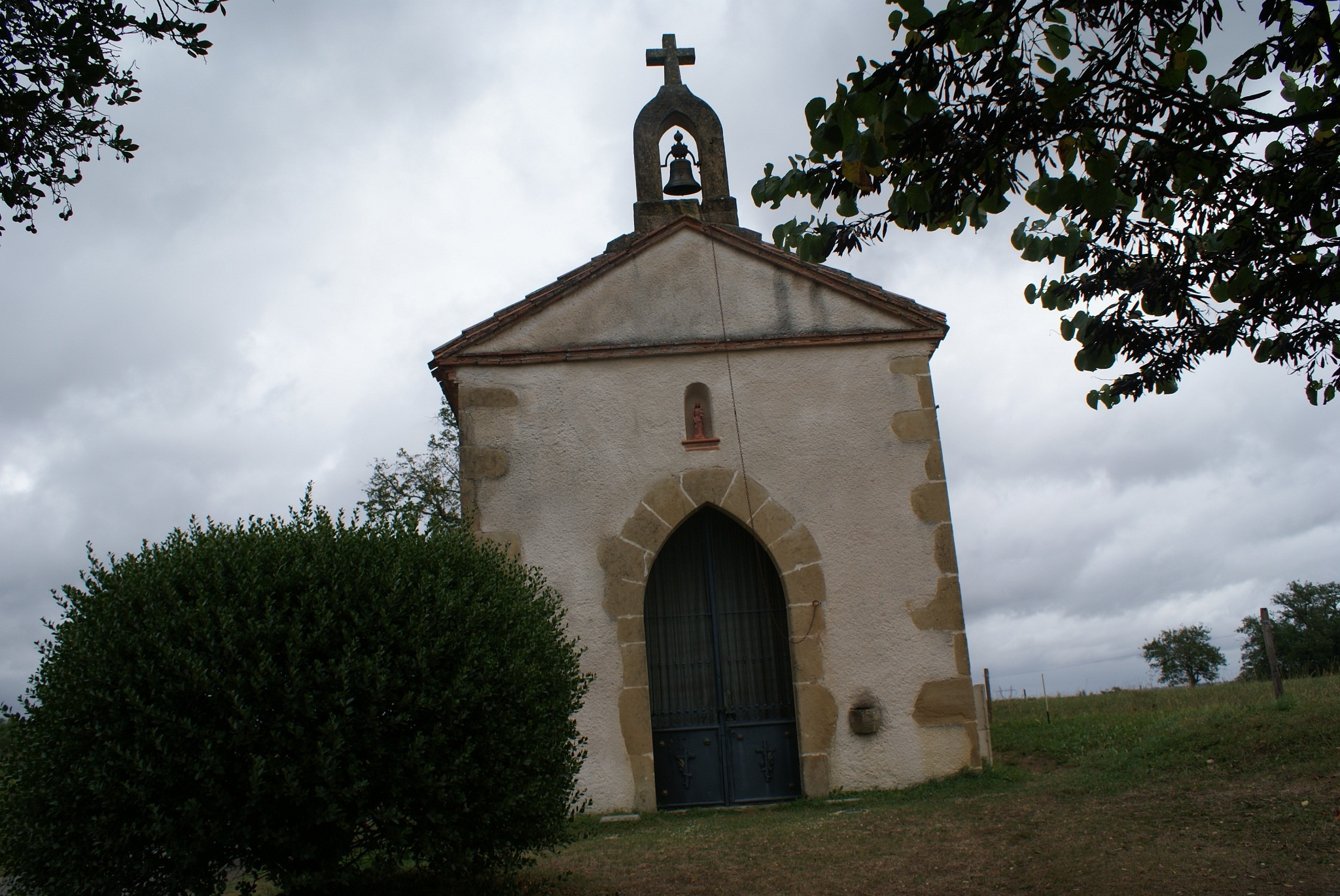
De kapel Chapelle Saint Germaine

Aanvankelijk werd de aan de D41 gelegen kapel Saint Germaine naar de heilige Camelia genoemd. Tijdens de Franse Revolutie is de kapel nagenoeg geheel verwoest. Rond 1860 werd de kapel herbouwd. De naam veranderde toen in kapel van Onze-Lieve-Vrouw van Gimone. Na de heiligverklaring van Germaine de Pibrac werd de kapel naar haar genoemd. De kapel is op verzoek open voor gebeden en ceremonies. De vereniging CAMEL'ARTS organiseert in de weekenden van juli en augustus activiteiten met en voor kunstliefhebbers op het gebied van schilderen, beeldhouwen, decoreren, muziek beoefenen en luisteren. In het begin van de eenentwintigste eeuw is de kapel daartoe volledig gerestaureerd en van gebrandschilderde ramen voorzien.

### Voorzieningen
In het dorp is een gemeentehuis met aangrenzende feestzaal. Er is een school, een bakkerij, een biologische streekwinkel, een garage en een gasdepot. Het dorp heeft een voetbalveld en een tennisbaan. Er is een auberge, men kan kamperen bij de boer, er zijn Chambres d'Hôtes en er zijn gîtes, ook voor groepen. In het dal aan de D632 is het industrieterrein Bartaous, met onder andere een autowasstraat. Vlak daarbij is een watermolen in de Gesse. De Moulin de Péguilhan. Deze is in 1960 van graanmolen omgebouwd naar molen voor elektriciteitswinning.

### Cultuur
Het leven in en rond de auberge in Péguilhan staat centraal in het reisverslag van Martin Calder, dat hij begin jaren 1990 schreef. Zijn A Summer in Gascony is in 2008 uitgegeven door Nicholas Brealey Publishing.

## Geografie
De oppervlakte van Péguilhan bedraagt 18,48 km², de bevolkingsdichtheid is 12,9 inwoners per km². 
De kern van het dorp Péguilhan is gelegen op de heuvelrug tussen het dal van de Gesse in het westen en dat van de Save in het oosten. De D90 kruist er met de D55.

De gemeente grenst in het westen aan het stuwmeer Lac de la Gimone.

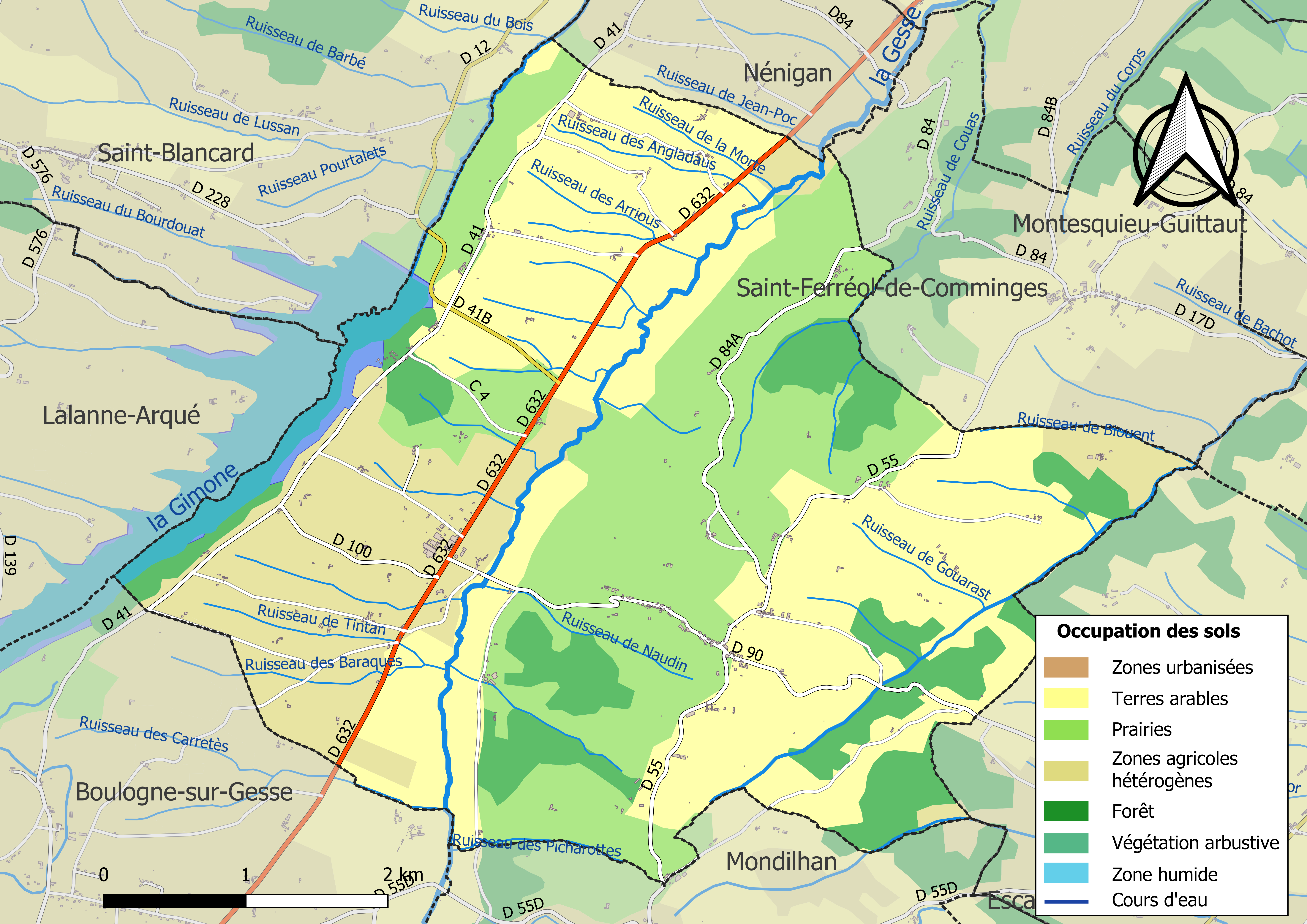
Kaart van de gemeente met de belangrijkste infrastructuur, bodemgebruik en omliggende gemeenten

## Demografie
Onderstaande figuur toont het verloop van het inwonertal (bron: INSEE-tellingen).